# Ecnomus masong
Ecnomus masong là một loài Trichoptera trong họ Ecnomidae. Chúng phân bố ở miền Australasia.